# کالاماسری
کالاماسری (به انگلیسی: Kalamassery) یک منطقهٔ مسکونی در هند است که در Ernakulam district واقع شده‌است. کالاماسری ۷۰٬۷۷۶ نفر جمعیت دارد.